# 广兰路站
广兰路站位于中华人民共和国上海市浦东新区张江高科技园区祖冲之路与广兰路交叉口以东，是上海地铁2号线和建设中的21号线的地铁换乘站。2号线车站建有一个岛式月台和一个侧式月台，有4个已经启用的出入口。
2010年2月13日及以前，2号线东端终点站为张江高科站。同年2月24日，该线路从张江高科站延長至本站，本站正式启用。同年4月8日，2号线东延伸段开通至浦东1号2号航站楼站为浦东国际机场提供服务。未来21号线也将经过本站，使本站成为2号线与21号线的换乘站。

## 站台
广兰路站设有3条轨道2座站台，是一座一岛一侧式车站。岛式站台2侧及侧式站台1侧共有3条轨道，其中南北2端轨道为直通轨道，而中间轨道以类似存车线的方式连接南北2条轨道。
2010年4月8日至2015年9月3日，2015年9月6日至2016年4月24日，本站1站台为4节编组列车终点站，2站台为8节编组列车终点站，同时上下车，路線為：浦东1号2号航站楼—广兰路和国家会展中心—广兰路，兩者需要在本站換乘。
2015年9月4日～5日（试运行），2016年4月25日至2019年4月18日，唐镇站完成了4改8的改造后，2号线进行了8节编组运营区间由广兰路向东延伸到唐镇的载客试运行，部分8节编组列车抵达广兰路后停靠侧式站台，并继续载客向东运营至唐镇。
2019年4月19日至10月22日，8节编组列车贯通运营至浦东1号2号航站楼，同时保留工作日早高峰广兰路-浦东1号2号航站楼之间4节编组列车运营，取消广兰路-远东大道之间深夜单向定点加班车。
2019年10月23日起，取消工作日早高峰广兰路-浦东1号2号航站楼之间4节编组列车运营，2号线全线全运营时段运行8节编组列车。

## 车站结构

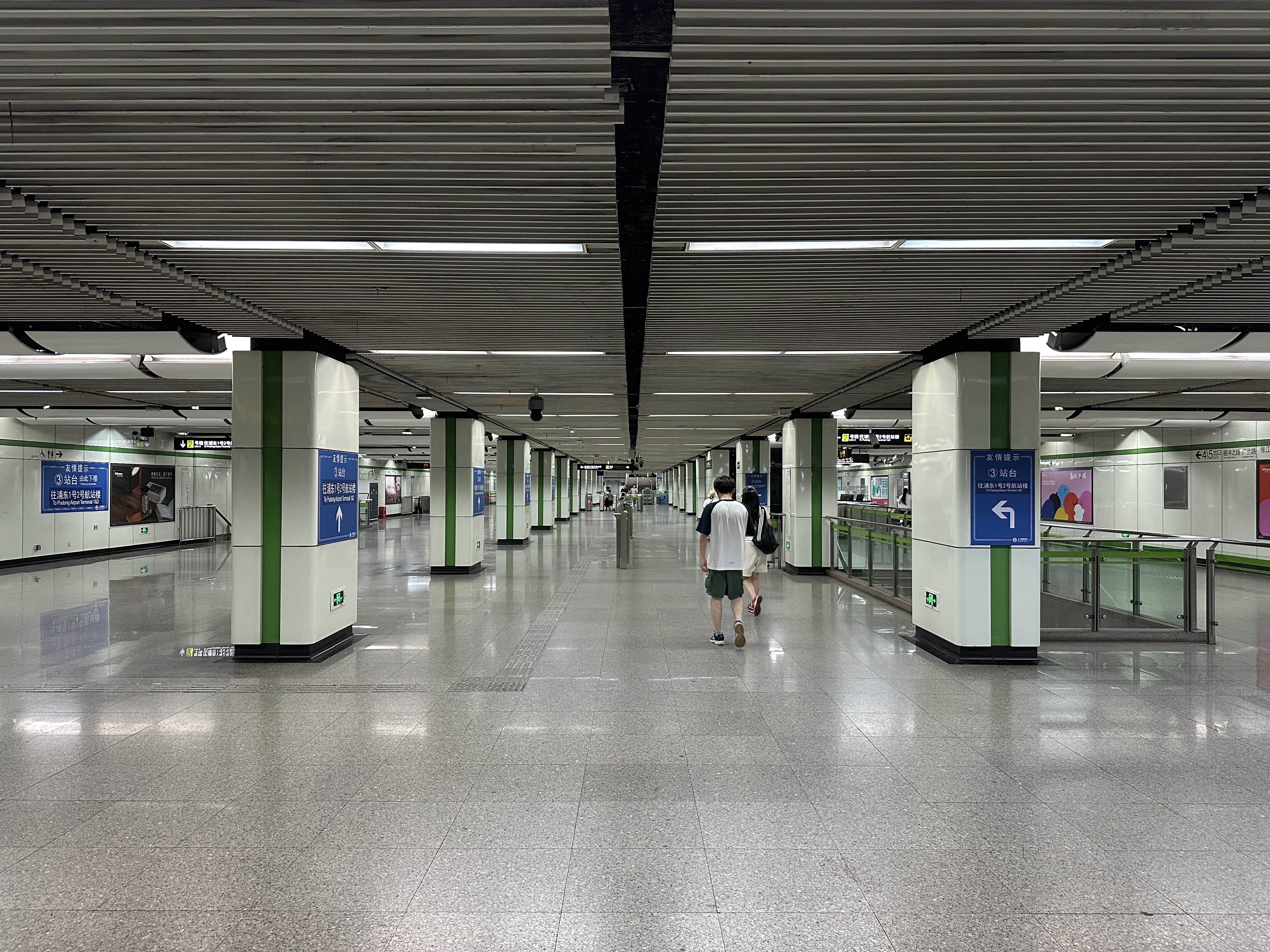
站厅

该站位于上海浦东新区，沿着祖冲之路， 靠近广兰路与申江路交叉口 ，长约500米。

### 楼层分布
| 地面层   | 出入口             | 1-2、4-5出入口                                   |  |  |
| 地下一层 | 站厅               | 票务服务、自动售票机、人工服务台                 |  |  |
| 地下二层 | ①站台              | █ 2号线 往国家会展中心（金科路）                 |  |  |
|          | 岛式站台，左侧开门 |                                                  |  |  |
|          | ②站台              | █ 2号线 小交路站前折返，折返后往淞虹路（金科路） |  |  |
|          | ③站台              | █ 2号线 往浦东1号2号航站楼（唐镇）               |  |  |
|          | 侧式站台，右侧开门 |                                                  |  |  |

### 站厅
广兰路站站厅位于地下一层，设有自动售票机、进出站闸机等设施。本站同时也支持上海交通卡的购买、充值、查询和维修等服务。

## 车站出口
广兰路站目前开放4个出入口，各出入口如下所示：
| 出口编号            | 出口指示         | 照片 |
| ------------------- | ---------------- | ---- |
| 1 · 出口            | 祖冲之路，申江路 |      |
| 2 · 出口            | 祖冲之路，申江路 |      |
| 4 · 出口 · （设有） | 祖冲之路，广兰路 |      |
| 5 · 出口            | 祖冲之路，广兰路 |      |
| 图例： 设有         |                  |      |

## 服务
从本站出发向西到达西端终点站国家会展中心站需要大约1小时，向东到达东端终点站浦东1号2号航站楼站需要大约40分钟。在工作日，本站的列车到站间隔在高峰期约为每3分钟30秒，而非高峰时间段则是每4到12分钟。高峰时段的定义是星期一至星期四7:30至9:00和17:30至19:00，以及星期五7:00至9:30和14:00至19:30。而在周末，本站的列车到站间隔时间在9:00至20:00为4到7分钟，其他时间则是每隔4到12分钟。
广兰路站曾是乘客前往2号线东延伸段的中转站，本站以东往浦东1号2号航站楼方向使用4节编组列车，以西往国家会展中心方向使用8节编组列车。2015年9月4日～5日早上，在唐镇站完成了4改8的改造后，2号线进行了8节编组列车运营区段由广兰路向东延伸到唐镇的载客试运行。部分8节编组列车抵达广兰路站后停靠3号站台，并继续载客向东运营至唐镇站，经由创新中路存车线折返。2016年4月25日至2019年4月18日，逢工作日早高峰时段（7:30~9:00）唐镇站工作日早高峰“4、8编组列车混跑”正式实施，2019年8月12日起，扩展至晚高峰时段（17:30—19:00）。此期间广兰路3号站台启用。
2019年4月19日至10月22日，2号线开行的8节编组列车贯通运营至浦东1号2号航站楼，同时保留工作日早高峰广兰路-浦东1号2号航站楼之间4节编组列车运营，取消广兰路-远东大道之间深夜单向定点加班车。
2019年10月23日起，取消工作日早高峰广兰路-浦东1号2号航站楼之间4节编组列车运营，2号线全线全运营时段运行8节编组列车。

## 周边
- 张江集电港

## 公交换乘
609、615、636、990、大桥六线、东川专线、张江环线、张江1路、浦东112路（原张江有轨电车）